# 13 серпня
13 серпня — 225-й день року (226-й у високосні роки) в григоріанському календарі. До кінця року залишається 140 днів.

## Свята і пам'ятні дні

### Міжнародні
- Міжнародний день шульг

### Національні
- Туніс: День жінки.
- Японія: (з 13 по 15 серпня) Буддійський фестиваль поминок померлих (Obon) (お 盆).
- Колумбія: День коміків (Día del Humorista).
- ЦАР: День незалежності (1960).
- Лаос: День партії свободи (Lao Issara).

### Релігійні

#### Християнство
Католицизм
- День Святого Понтіана, Папи Римського.

Православ'я
- Віддання свята Преображення Господнього.
- Перенесення мощей преподобного Максима Сповідника.
- Мучеників Іполита, Іринея, Авундія і мучениці Конкордії в Римі.

## Іменини
- Православні: Максим, Іполит[1];
- Католицькі: Гелена, Діана, Іполит, Олена, Понтіан, Яна.

## Події
- 3113 до н. е. — за індіанським календарем мая в цей день створено світ.
- 29 до н. е. — Октавіан провів перший із трьох тріумфів у Римі на честь перемоги над далматами.
- 1099 — Пасхалій II обраний Папою Римським.
- 1521 — після тримісячної облоги загін іспанських конкістадорів на чолі з Ернаном Кортесом (Fernando Cortés Monroy Pizarro Altamirano) захопив столицю ацтеків Теночтітлан (зараз місто Мехіко).
- 1624 — король Франції Людовік XIII призначив кардинала Рішельє своїм першим міністром — головою королівської ради.
- 1642 — Християн Гюйгенс знайшов крижану шапку на південному полюсі Марса.
- 1677 — розпочалася Перша чигиринська оборона від османсько-кримських військ.
- 1680 — індіанці вигнали іспанців з Санта-Фе (Нью-Мексико).
- 1704 — у ході війни за іспанську спадщину англо-австрійські війська розгромили французів і баварців у битві при Бленгеймі (Баварія).
- 1822 — імператор Олександр I видав рескрипт про заборону всіх таємних об'єднань, зокрема масонських лож.
- 1868 — землетрус в Еквадорі та Перу забрав життя понад 25 000 осіб.
- 1876  — відкриття в Байройті театру для виконання творів Ріхарда Вагнера (Wilhelm Richard Wagner). У цей і наступні декілька днів відбулась прем'єра повного оперного циклу «Перстень нібелунга».
- 1898 — американський флот захопив Манілу (Філіппіни).
- 1899 — американському винахіднику Вільяму Греему видано патент на телефон-автомат.
- 1905 — у Норвегії відбувся референдум про розірвання унії зі Швецією.
- 1907 — у Нью-Йорку з'явились перші таксі.
- 1912 — французький лікар Г. Одін оголосив про відкриття вірусу раку.
- 1913 — у Шеффілді виплавлено першу нержавійну сталь.
- 1913 — Акробат та самозванець Отто Вітте став королем Албанії. За 5 днів свого «правління» встиг оголосити війну Королівству Чорногорія; потім втік, вкравши частину королівської казни.
- 1914 — імператорський уряд Росії ввів військову цензуру та заборонив випуск друкованих видань українською мовою.
- 1914 — Французький уряд оголосив війну Австро-Угорській імперії.
- 1916 — перші британські танки Mark I таємно відправлені на фронт у Французьку республіку.
- 1917 — у Каталонії почалось повстання сепаратистів.
- 1918 — уряд Великої Британії визнав чехів як «союзну націю».
- 1920 — у Французькій республіці два грецькі вояки поранили прем'єр-міністра Королівства Греція Венізелоса.
- 1923 — Мустафа Кемаль Ататюрк був обраний першим президентом Туреччини.
- 1932 — у Римі Марконі (Guglielmo Marchese Marconi) вперше випробувані короткохвильове радіо.
- 1932 — Гітлер відхилив пропозицію обійняти посаду віцеканцлера Німеччини і заявив, що йому потрібно «все або нічого».
- 1940 — перший авіаналіт Люфтваффе на британські військові об'єкти та міста. Початок Битви за Британію.
- 1940 — у вішистській Франції заборонено всі масонські ложі.
- 1941 — у Канаді створено жіночий армійський корпус.
- 1942 — прем'єра в Нью-Йорку повнометражного мультиплікаційного фільму Волта Діснея «Бембі».
- 1945 — всесвітній сіоністський конгрес ухвалив вимогу до уряду Великої Британії дозволити в'їзд до Палестини мільйона євреїв.
- 1946 — британською владою розпочата депортація з Палестини на Кіпр незаконних єврейських іммігрантів.
- 1946 — у США створена федеральна комісія з вивчення умов життя індіанців.
- 1948 — Рада Безпеки ООН ухвалила резолюцію, в якій визнавалося право народу Кашміру на самовизначення. Досі питання про приналежність Кашміру залишається однією з найскладніших політичних проблем у стосунках між Індією та Пакистаном.
- 1952 — Німеччина і Японія ввійшли до складу Міжнародного валютного фонду.
- 1960 — новостворений уряд Центральноафриканська Республіка проголосив незалежність від Франції.
- 1961 — Німецька Демократична Республіка закрила державний кордон між Західним і Східним Берліном. Початок будівництва Берлінського муру — одного з найвідоміших символів «холодної війни».
- 1964 — відбулася остання смертна кара у Великій Британії.
- 1965 — дебютний виступ групи «The Jefferson Airplane» на сцені клубу «The Matrix» у Сан-Франциско.
- 1966 — заборона мініспідниць у Тунісі.
- 1967 — прем'єра в США фільму Артура Пенна «Бонні і Клайд».
- 1990 — президент СРСР Михайло Горбачов видав указ про відновлення прав усіх жертв політичних репресій 1920—1950 років.
- 1992 — у Сараєво снайпером вбитий продюсер телекомпанії «АВС» Девід Каплан.
- 1993 — в Таїланді завалився готель, загинуло близько 100 осіб.
- 1997 — уряд провінції Онтаріо (Канада) оголосив про план закриття семи атомних електростанцій поблизу кордону з США.
- 1997 — дебют мультсеріалу Саут-Парк на американському каналі Comedy Central.
- 2002 — на одному з гавайських островів відбувся шлюб знаменитого актора Ніколаса Кейджа і дочки короля рок-н-ролу Елізабет Преслі.
- 2004 — створено перший подкаст.
- 2007 — аварія потягу «Невський експрес» сполученням Москва — Санкт-Петербург у районі Малої Вішери. Причина — підрив на колії саморобного вибухового пристрою.
- 2014 — оволодіння українськими силами АТО н. п. Хрящевате і завершення оперативного оточення окупованого Луганська для його подальшого звільнення.

## Народились

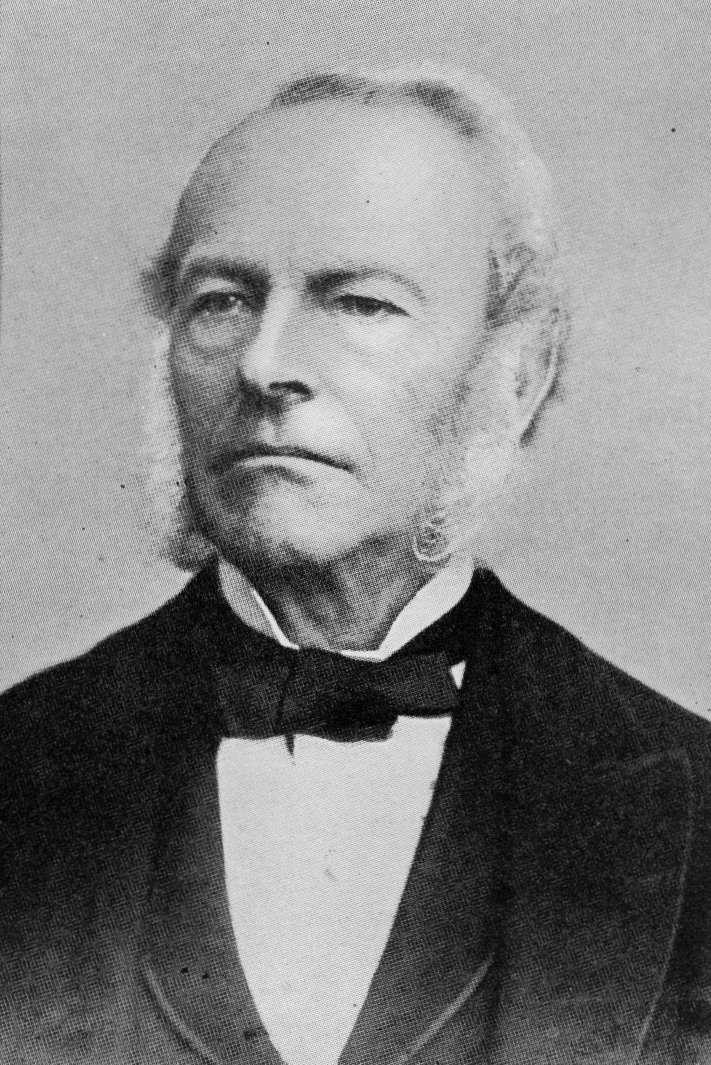
Джордж Габрієль Стокс

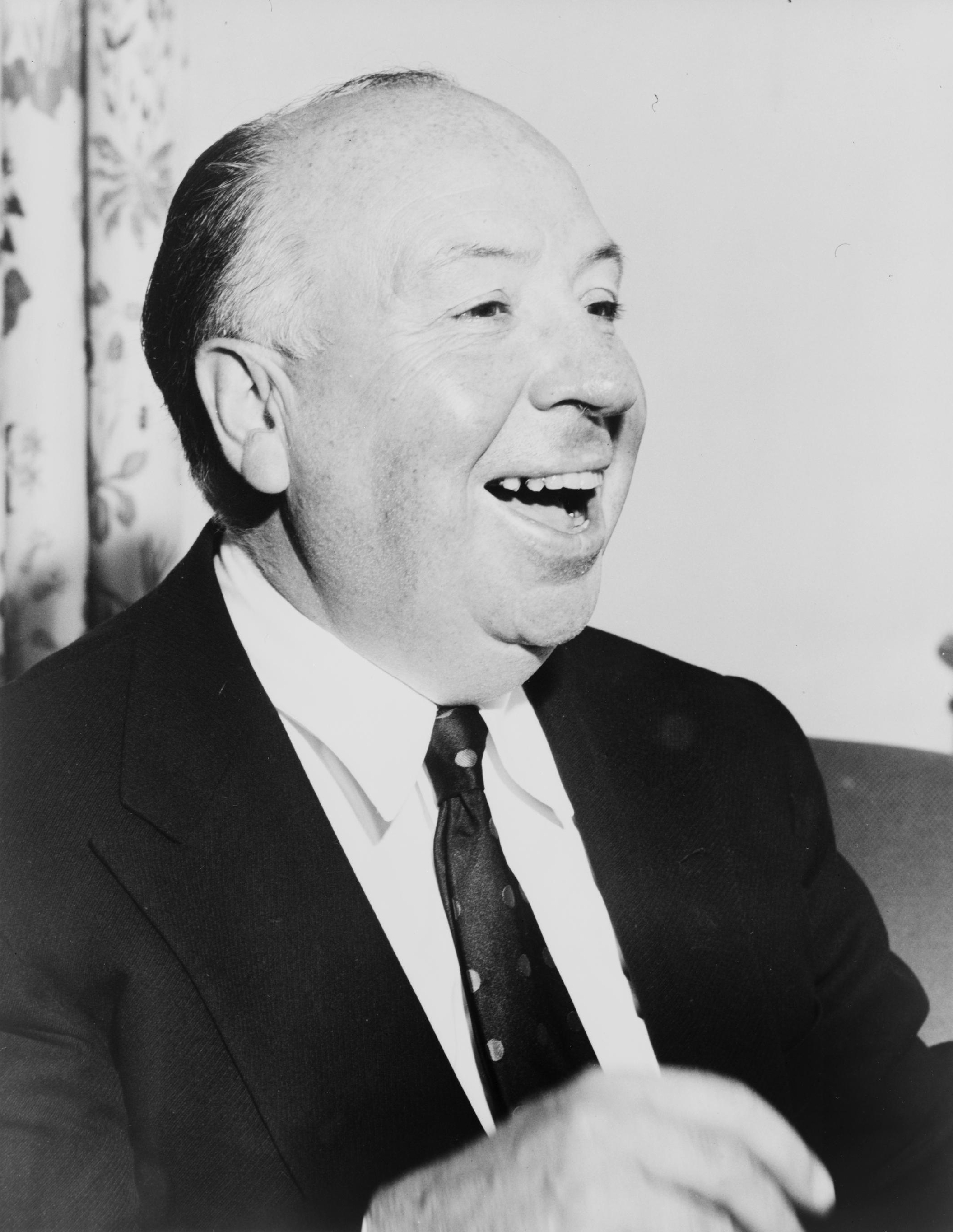
Альфред Гічкок

Дивись також Категорія:Народились 13 серпня
- 1655 — Йоганн Христоф Деннер, німецький майстер музичних інструментів, винахідник кларнета († 1707).
- 1773 — Юрій Лисянський, український мореплавець, географ, океанограф.
- 1814 — Андерс Йонас Ангстрем, шведський астрофізик, один із засновників спектрального аналізу.
- 1819 — Джордж Габрієль Стокс, ірландський математик і фізик.
- 1844 — Фрідріх Мішер, швейцарський науковець, який відкрив нуклеїнові кислоти — ДНК і РНК.
- 1866 — Джованні Аньєллі, італійський індустріаліст, заснував в 1899 році автомобілебудівну компанію Fiat († 1945).
- 1872 — Ріхард Мартін Вільштеттер (Richard Willstätter) німецько-єврейський хімік, лауреат Нобелівської премії († 1942).
- 1888 — Жуан Боррель, іспанський скульптор.
- 1897 — Детлев Вулф Бронк, американський фізіолог — батько біофізики († 1975).
- 1899 — Альфред Гічкок, британський кінорежисер († 1980).
- 1919 — Джордж Ширінг, американський джазовий піаніст-віртуоз і композитор.
- 1949 — Боббі Кларк, хокеїст.
- 1964 — Степан Процюк, український письменник.
- 1979 — Катерина Бужинська, українська співачка, Заслужена артистка України.
- 1976 — Ганна Бортюк, український викладач, Герой України.
- 1984 — Олена Бондаренко, українська тенісистка.
- 1996 — Альваро Ріко, іспанський актор.

## Померли

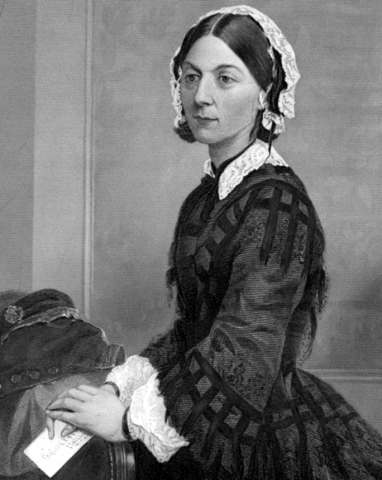
Флоренс Найтінгейл

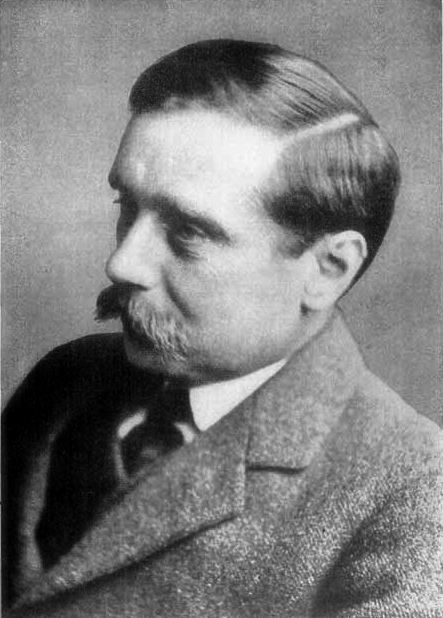
Герберт Веллс

Дивись також: Категорія:Померли 13 серпня
- 1863 — Ежен Делакруа, французький художник (* 1798).
- 1896 — Джон Еверетт Мілле, англійський живописець, один із засновників Братства прерафаелітів.
- 1910 — Флоренс Найтінгейл, сестра милосердя й громадський діяч Великої Британії. У 1912 році Міжнародна Федерація Червоного Хреста заснувала медаль імені Флоренс Найтінгейл, яка дотепер є найпочеснішою і найвищою нагородою для сестер милосердя в усьому світі.
- 1912 — Жуль Массне, французький композитор, автор ліричних опер: «Манон», «Вертер», «Таїс», «Сафо».
- 1946 — Герберт Веллс, англійський письменник-фантаст.
- 1958 — Отто Вітте, акробат та король Албанії (* 1868).
- 1956 — Якуб Колас, білоруський письменник, академік та віцепрезидент АН СРСР (* 1882).
- 1984 — Тигран Петросян, 9-й чемпіон світу з шахів (* 1929).
- 1996 — Річард М. Гудвін[en] (1913—1996) — американський математик і економіст.
- 2004 — Джулія Чайлд, американська кулінарка, письменниця, телеперсона.
- 2009 — Лес Пол, легендарний американський гітарист, новатор в області звукозапису та один із творців електрогітари.
- 2016 — Кенні Бейкер, британський актор.